# Podolševa
Podolševa – wieś w Słowenii, w gminie Solčava. W 2018 roku liczyła 65 mieszkańców.